# The Holiday Collection (Kenny G)
The Holiday Collection – kompilacyjny, złożony ze świątecznych piosenek album saksofonisty Kenny’ego G, wydany w 2006 roku. Uplasował się on na szczycie notowania Contemporary Jazz, na pozycji #40 listy R&B/Hip-Hop Albums, a także na miejscu #85 Billboard 200.

## Lista utworów
1. „Santa Claus Is Comin’ to Town” – 3:53
2. „Sleigh Ride” – 3:47
3. „Let It Snow! Let It Snow! Let It Snow!” – 3:09
4. „Northern Lights – 5:01
5. „Silver Bells” – 4:00
6. „The Chanukah Song” – 2:31
7. „Greensleeves (What Child Is This?)” – 3:29
8. „The Joy of Life” – 4:20
9. „Champagne” – 4:46
10. „Last Night of the Year” – 2:42